# Harry Angel
Harry Angel (ang. Angel Heart) – thriller w reżyserii Alana Parkera powstały na podstawie powieści Williama Hjortsberga Falling Angel (wydana w 1978; w Polsce w 1997 jako Harry Angel) w 1987. Film podzielił krytykę i widownię. Harry Angel to połączenie klasycznego filmu noir i horroru.

## Tytuł
Oryginalny tytuł (dosł. serce anioła) jest kluczem do finału historii opisanej w filmie. Tytuł jest dwuznaczny, w pierwszej chwili odbieramy go jako oczywiste odniesienie do nazwiska głównego bohatera, dopiero wraz z rozwojem akcji zauważalna staje się jego przewrotność i ironiczna wymowa. Anioł mający serce pozostaje człowiekiem z krwi i kości, z wszystkimi jego zaletami i ułomnościami, ze skłonnościami do ulegania pokusom. Ten, który ma być „aniołem” okazuje się kimś zupełnie innym – tak dosłownie, jak i w przenośni.

## Opis fabuły
Akcja filmu przenosi nas w lata 50. XX wieku. Nowojorski prywatny detektyw, Harold Angel, dotychczas zajmujący się sprawami prostymi i nieskomplikowanymi, otrzymuje nietypowe zlecenie. Tajemniczy arystokrata powierza mu misję odnalezienia swego dłużnika – Johnny’ego Favourite’a. Skuszony wizją godziwego zarobku Angel podejmuje się zadania.

## Obsada
- Robert De Niro – Louis Cyphre
- Mickey Rourke – Harry Angel
- Lisa Bonet – Epiphany Proudfoot
- Charlotte Rampling – Margaret Krusemark
- Brownie McGhee – Toots Sweet
- Stocker Fontelieu – Ethan Krusemark

## Nagrody i nominacje
Nagrody Saturn 1987
- Najlepszy scenariusz – Alan Parker (nominacja)
- Najlepszy aktor drugoplanowy – Robert De Niro (nominacja)
- Najlepsza aktorka drugoplanowa – Lisa Bonet (nominacja)

## Informacje dodatkowe
- Rola Louisa Cyphre'a tworzona była z myślą o Marlonie Brando.
- Wspominany w filmie wiersz o Evangeline to Evangeline, A Tale of Acadie autorstwa Henry’ego Wadswortha Longfellowa napisany w 1847.
- Harry Angel zaliczany jest do klasyki amerykańskiego kina satanistycznego.